# Milovický les
Milovický les este o arie protejată (arie specială de conservare — SAC, sit de importanță comunitară — SCI) din Republica Cehă întinsă pe o suprafață de 2.443,21 ha, integral pe uscat.

## Localizare
Centrul sitului Milovický les este situat la coordonatele 48°49′26″N 16°41′39″E / 48.823889°N 16.694167°E.

## Înființare
Situl Milovický les a fost declarat sit de importanță comunitară în aprilie 2005 pentru a proteja 5 specii de animale. Situl a fost protejat și ca arie specială de conservare în iulie 2012.

## Biodiversitate
Situată în ecoregiunea panonică, aria protejată conține 5 habitate naturale: Pajiști uscate seminaturale și facies de acoperire cu tufișuri pe substraturi calcaroase (Festuco-Brometalia) (* situri importante pentru orhidee), Pajiști stepice subpanonice, Păduri panonice cu Quercus pubescens, Păduri stepice euro-siberiene cu Quercus spp., Păduri panonice cu Quercus petraea și Carpinus betulus.
La baza desemnării sitului se află mai multe specii protejate:
- mamifere (2): liliac cârn (Barbastella barbastellus), liliac cu urechi mari (Myotis bechsteinii)
- nevertebrate (3): fluturele de noapte (Eriogaster catax), Euplagia quadripunctaria, rădașcă (Lucanus cervus)